# مهمانسرای شماره ۲
مهمانسرای شماره ۲ یک منطقهٔ مسکونی در ایران است که در دهستان کناره واقع شده‌است. مهمانسرای شماره ۲ ۱۲۱ نفر جمعیت دارد.